# Inua
Na mitologia inuíte, inua é a alma comum que existe nas pessoas, animais, rochas, árvores e rios. Representa "a força vital de uma cadeia de todos os espíritos individuais daquele género que viveram, estão vivos ou deveriam ter vivido".
Esta alma comum justifica o ato da caça, que é baseado no respeito pelos animais caçados; por exemplo, o crânio das baleias é devolvido aos oceanos, permitindo-lhes incorporar outras baleias e voltar se tiverem sido tratadas com respeito.